# Thembinkosi Fanteni
Thembinkosi Fanteni est un footballeur sud-africain né le 2 février 1984 à Le Cap. Il est attaquant.
Il a participé à la Coupe d'Afrique des nations 2008 avec l'équipe d'Afrique du Sud.
Sa première sélection en équipe nationale a eu lieu en 2007.

## Carrière
- 2003-2004 : ( Afrique du Sud) Mother City
- 2004-déc. 2007 : ( Afrique du Sud) Ajax Cape Town
- jan. 2008-2010 : ( Israël) Maccabi Haïfa
  - 2009-2010 : ( Afrique du Sud) Orlando Pirates (prêt)
- depuis 2010 : ( Afrique du Sud) Ajax Cape Town

## Palmarès
- 20 sélections (2 buts) en équipe d'Afrique du Sud depuis 2007
- Vainqueur de la Coupe d'Afrique du Sud en 2007 avec l'Ajax Cape Town (finaliste en 2003)